# Phaenocarpa barthii
Phaenocarpa barthii är en stekelart som först beskrevs av Charles Thomas Brues 1907.  Phaenocarpa barthii ingår i släktet Phaenocarpa och familjen bracksteklar. Inga underarter finns listade i Catalogue of Life.